# Genexus
Genexus è il nono album in studio del gruppo musicale statunitense Fear Factory, pubblicato il 7 agosto 2015.

## Descrizione
È il terzo album di studio dopo che il chitarrista Dino Cazares si riunì alla band nel 2009 ed il primo con Mike Heller alla batteria. Genexus è anche la prima pubblicazione dei Fear Factory con la Nuclear Blast. Riguardo alla batteria in Genexus, Burton C. Bell disse: "Questa volta utilizzeremo un batterista reale, useremo Mike Heller per registrare alcune tracce, non tutte, soltanto alcune per avere quel suono dal vivo, perché alcune di queste canzoni necessitano della sensazione dal vivo, quindi procederemo così."
Il 17 giugno 2015 è stato pubblicato un lyrics video per la canzone Soul Hacker. L'11 luglio 2015 invece è stato pubblicato un lyrics video per la canzone Protomech. Il 7 agosto 2015, all'uscita dell'album, venne anche pubblicato un video per la canzone Dielectric.
| Recensione        | Giudizio |
| ----------------- | -------- |
| Metallized.it     | 89/100   |
| AllMusic          | [ 9 ]    |
| Metal Injection   | 8.5/10   |
| The Metal Review  | [ 11 ]   |
| Sputnikmusic      | 3.7/5    |
| AntiHero Magazine | [ 13 ]   |
| Blabbermouth.net  | 8/10     |
| About.com         | 4.5/5    |

## Tour
Tra fine agosto e metà settembre 2015, la band prese parte ad un tour negli Stati Uniti assieme agli Once Human (in collaborazione con Logan Mader), i Before the Mourning di Los Angeles e la rock/metal band The Bloodline.

## Tracce
Testi di Burton C. Bell, musiche di Dino Cazares.
1. Autonomous Combat System – 5:28
2. Anodized – 4:47
3. Dielectric – 4:19
4. Soul Hacker – 3:12
5. ProtoMech – 4:56
6. Genexus – 4:48
7. Church of Execution – 3:21
8. Regenerate – 4:02
9. Battle for Utopia – 4:14
10. Expiration Date – 8:48

Tracce bonus nel Limted Digipak
1. Mandatory Sacrifice (Genexus Remix) – 5:43
2. Enhanced Reality – 5:36

Durata totale: 11:19
Tracce bonus nella versione giapponese
1. Maximum Voltage Capacitor (Dielectric Remix) (Bell, Cazares)

## Formazione
- Burton C. Bell – voce
- Dino Cazares – chitarra
- Mike Heller – batteria
- Tony Campos – basso

## Classifiche
| Classifiche (2015) | Posizione massima |
| ------------------ | ----------------- |
| Irlanda            | 7                 |
| Australia          | 15                |
| Germania           | 17                |
| Svizzera           | 18                |
| Austria            | 25                |
| Finlandia          | 25                |
| Regno Unito        | 31                |
| Olanda             | 34                |
| Belgio             | 35                |
| Canada             | 36                |
| USA                | 37                |
| Repubblica Ceca    | 42                |
| Francia            | 55                |